# Oben Scheine – Unten Steine
Oben Scheine – Unten Steine ist ein deutscher Film aus dem Jahr 1982.

## Handlung
El Potento, Sohn aus reichem Hause, trifft auf Annabelle, eine Bekannte aus der Hausbesetzerszene. Durch sie und den später auftauchenden Anarcho-Klaus bekommt er einen Blick für die politische Realitäten, anhand derer er die korrupten Methoden seines alten Herrn – eine einflussreiche Person in der Politik – durchschaut.
Versucht dieser vorerst El durch Heirat mit einer gewissen Baronin von Dümmlershausen in die gehobenen Gesellschaftskreise zurückzuführen, so scheitert sein Plan allein an deren Unvermögen und ihrem mangelnden Sexappeal. Als El auf einer Demonstration von flüchtenden Teilnehmern als Zivi verdächtigt wird und zwischen die Fronten gerät und als Hauptchaot verhaftet wird, findet auch der politische Karrieretrip seines alten Herrn auf tragische Weise ein vorzeitiges Ende.

## Kritiken
„Ähnlich erfrischend Hans-J. Koehlers Oben Scheine – Unten Steine, die Geschichte von El Potento, der, zwischen dem Elternhaus und der Hausbesetzerszene hin- und hergerissen, schließlich seine Baronin von Dümmlershausen heiratet […] Die Komik, die sicherlich nicht jedermanns Sache ist, resultiert aus der Ernsthaftigkeit, mit der Oben Scheine – Unten Steine antrat […] Nachwuchsproduktionen, wie sie im Max-Ophüls-Wettbewerb vertreten sein sollten. Vielleicht dilettantisch, aber auf jeden Fall persönlich.“

„Der Gag des Festivals war der Film Oben Scheine – Unten Steine des jungen H.-J. Koehler […] Ein herrlicher Film, der nichts ernst nimmt: Weder die Schauspieler, noch das Publikum noch das Medium Film selbst. Ein Film, der den Film ad absurdum führt. Humorlose Leute fühlten sich denn auch von soviel Dilettantismus verarscht.“

## Hintergrund
Diese Filmkomödie, entstanden mit den Komparsen des Schillertheaters Berlin und einigen Schauspielkollegen, erlebte seine Kinopremiere am 24. Januar 1982 in Saarbrücken im Rahmen des Wettbewerbs um den Max-Ophüls-Preis '82, einem Forum der deutschsprachigen Nachwuchsregisseure. Ferner lief der Film in diversen Off-Kinos in Berlin und Nordrhein-Westfalen, weshalb er sein bürgerliches Zielpublikum bis heute nur annähernd erreicht hat. Dieser Erstlingsfilm wurde kontrovers aufgenommen. So reihte ihn Rolf Giesen neben Filmen von Alfred Hitchcock und Steven Spielberg unter „die schlechtesten Filme aller Zeiten“ ein.